# 帕拉塔
帕拉塔（義大利語：Palata），是意大利坎波巴索省的一个市镇。总面积43平方公里，人口1802人，人口密度41.9人/平方公里（2009年）。ISTAT代码为070050。